# Аугуст Крог
Аугуст Крог (енгл. August Krogh; 15. новембар 1874 — 13. септембар 1949) био је дански професор Физиологије на Универзитету у Копенхагену од 1916. до 1945. Допринео је великим бројем открића у области Физиологије, а познат је по Кроговом принципу.
Године 1920. Аугуст Крог добио је Нобелову награду за физиологију или медицину за откриће механизма регулације капилара у мишићном ткиву. Први је описао адаптацију перфузије крви у мишићима и другим органима у складу са захтевима кроз отварање и затварање артериола и капилара.

## Живот
Рођен је у Греноу, у Данској, као син Вигоа Крога, бродоградитеља. Школовао се у Орхусу. Године 1899. је магистрирао на Универзитету у Копенхагену, а докторирао 1903. године.
Крог је био пионир компаративне физиологије. Написао је своју дисертацију о дисању кроз кожу и плућа жаба: Респираторна размена животиња, 1915. Касније је Крог започео студије хомеостазе воде и електролита у воденим животињама и објавио књиге: Осмотска регулација (1939) и Упоредна физиологија Респираторни механизми (1941). Написао је више од 200 чланака у међународним часописима. Био је конструктор научних инструмената од којих је неколико имало практични значај, попут спирометра и апарата за мерење брзине базалних метаболизма.
Крог је почео да предаје на Универзитету у Копенхагену 1908, а 1916. је унапређен у редовног професора. Постао је шеф прве лабораторија за физиологију животиња (зоофизиологија) на универзитету.
Крог и његова супруга Мари „довели" су инзулин у Данску убрзо након што је откривен 1922. године. Мари, лекарка која је имала пацијенте са дијабетесом типа 1, и сама је патила од дијабетеса типа 2, била је, наравно, веома заинтересована за ову болест.
Током 1930-их, Крог је радио са два Нобеловца (Ђерђ де Хевеш и Нилс Бор) на пропустљивост мембране тешке воде и радиоактивних изотопа, заједно су успели да добију дански први циклотрон за експерименте на животињама и физиологију биљака, као и на зубарском и медицинском раду.

## Публикације
- The Respiratory Exchange of Animals and Man (1916)
- Osmotic Regulation in Aquatic Animals (1939)
- The Comparative Physiology of Respiratory Mechanisms (1941)

## Породица
Оженио се Мари Жоргенсон 1905. Велики део својих послова радио је заједно са њом.
Заједно су имали четворо деце, од којих је најмлађи рођен 1918. Мари је, такође, била физиолог, а 1975. постала је прва жена председник Америчког физиолошког друштва. Снаја им је исто била физиолог.

## Даље читање
- Larsen, E. H. (2001). „August Krogh and the laboratory of animal physiology situated at Ny Vestergade 11”. Ugeskrift for Laeger. 163 (51): 7240—7248. PMID 11797555.
- Kardel, T. (1999). „About the seven little devils who changed physiology. August and Marie Krogh on pulmonary gas exchange”. Ugeskrift for Laeger. 161 (51): 7112—7116. PMID 10647306.
- Schmidt-Nielsen, B. (1984). „August and Marie Krogh and respiratory physiology”. Journal of Applied Physiology: Respiratory, Environmental and Exercise Physiology. 57 (2): 293—303. PMID 6381437. doi:10.1152/jappl.1984.57.2.293.
- Poulsen, J. E. (1975). „The impact of August Krogh on the insulin treatment of diabetes and our present status”. Acta Medica Scandinavica. Supplementum. 578: 7—14. PMID 1098401. doi:10.1111/j.0954-6820.1975.tb06497.x.
- Dejours, P. (1975). „August Krogh and the physiology of respiration”. Scandinavian Journal of Respiratory Diseases. 56 (6): 337—346. PMID 769148.
- Kenez, J. (1965). „The Capillaries and Krogh”. Orvosi Hetilap. 106: 177—178. PMID 14275297.